# Isabelle Söderberg
Anna Isabelle Söderberg, född 28 maj 1989, i Danmarks församling, Uppsala län,  är en svensk tävlingscyklist.